# 梨园河
梨园河，位于中华人民共和国甘肃省西部河西走廊地区的一条河流，为黑河左岸支流。上游称隆畅河，发源于肃南裕固族自治县大河乡松木滩村西北祁连山中段北麓红双岔子横梁，自西北向东南流，于白泉门右纳白泉河折向东北流，始称“梨园河”，经肃南县城红湾寺镇、鹦鸽嘴水库、康乐镇、白银蒙古族乡后于临泽县倪家营镇梨园村西南出山口，进入河西走廊张掖盆地临泽县境内。出山口后向东流入红山湾水库，出库后约1.2千米后转北流（以下河段也称大沙河），经临泽县城沙河镇，于鸭暖镇暖泉村北汇入黑河。全长143千米，出山口以上流域面积2240平方千米，年均径流量2.26亿立方米。流域内出山口以上为高山深谷、光山秃岭的火山岩体地带，为祁连山高寒冷凉半湿润气候区，出山口以下流经开阔的绿洲平原，为河西走廊大陆性干旱气候区。
2020年肃南县公布的规模以上河流河道管理范围划定成果中梨园河肃南段全长98公里。临泽县人民政府公布的河湖管理范围划定成果的公告中称梨园河临泽段河道长度为51公里。